# Г'юго Реєс
Г'юго Реєс (англ. Hugo Reyes), також відомий під прізвиськом Герлі (англ. Hurley) — вигаданий персонаж і один з головних героїв американського телесеріалу Загублені. Цю роль зіграв Хорхе Гарсія.

## Біографія

### Минуле
Герлі жив у Санта-Моніці, штат Каліфорнія. У дитинстві його кинув батько і на ґрунті цього стресу у нього стало розвиватися ожиріння. Пізніше він навіть потрапив до психіатричної лікарні через свою вагу — Герлі вийшов на балкон, на якому стояло «23» людини при нормі «8», і балкон обвалився. 2 людини загинули. Герлі потрапив в ту ж лікарню, де лікувалася Ліббі. У лікарні він придумує собі уявного друга — Дейва, при цьому довго не може повірити, що Дейв — лише плід його фантазії. Лише коли доктор фотографує його «разом з Дейвом» і показує йому фотографію, де він обіймає повітря, Герлі розуміє, що вигадав Дейва. При цьому Дейв «приходить» до нього на наступну ніч та «пропонує» втекти з лікарні. Герлі підпорядковується, спускається вниз і відкриває вікно, дозволивши Дейву піти, позбувшись від нав'язливої фантазії.
Вилікувавшись, Герлі йде працювати в закусочну. Але його життя круто змінюється після того, як він виграє в лотерею $ 158 млн, записавши в квиток числа «4 8 15 16 23 42», які постійно повторював один з пацієнтів психіатричної клініки. Він вирішує звільнитися із закусочної, скориставшись невеликим скандалом з начальником. Забравши з собою свого кращого друга Джонні, він вирішує скористатися моментом і розслабитися. Вони їдуть в магазин купити CD з музикою Drive Shaft. В магазині Герлі призначає побачення дівчині-продавчині. З Джонні вони їдуть до будинку колишнього роботодавця — хазяїна закусочної — щоб нашкодити йому, а потім Герлі повідомляє Джонні, що йому треба заїхати ще в одне місце. Вони приїжджають до супермаркету, де повинна відбутися видача призу за лотерею. Джонні виходить першим і, бачачи, що саме Герлі є переможцем лотереї, до якого підбігають журналісти, зупиняється на місці і, подивившись в бік Г'юго, йде.
Після отримання призу Герлі починають переслідувати нещастя: під час інтерв'ю в прямому ефірі його дідусь помирає від інфаркту; коли він купує новий будинок для матері і привозить її до нього, то бачить, що в будинку пожежа, його мати ламає ногу, а його самого заарештовує поліція, переплутавши з наркодилером. Коли він купує закусочну, і ця подія знову висвітлюється репортерами, в закусочну, де перебувала знімальна група потрапляє метеорит.
До Герлі повертається батько, але він не вірить, що той повернувся не через гроші. Герлі показує батькові стару машину, яку він колись в дитинстві ремонтував разом з батьком. На виграні гроші він купує контрольний пакет акцій пакувальної фірми, де працює  Джон Локк. Він намагається переконати менеджера, що гроші приносять нещастя, але той вважає це лише вигадками і в цей момент за вікном пролітає людина, яка випала з верхніх поверхів будівлі. Під час розмови Герлі осіняє, він розуміє, що нещастя приносять не гроші, а числа.
Батьки намагаються його заспокоїти і ведуть до ворожки, яка говорить, що все це — лише фантазія Герлі, що він не проклятий, але коли Герлі платить їй, вона зізнається, що обманювала його на прохання батьків. Герлі приїжджає в лікарню, де колись лежав, і зустрічається з одним з пацієнтів — Леонардом — який весь час повторював загадкові числа: «4 8 15 16 23 42». Леонард не хоче розмовляти з ним, але, дізнавшись, що Герлі написав числа на лотерейному квитку і виграв велику суму грошей, починає нервувати і називає Герлі ім'я людини, яка може розповісти про числа.
Г'юго летить у Австралію. Він зустрічається з вдовою товариша по службі Леонарда. Та розповідає йому історію про те, що в минулому її чоловік і Леонард служили на станції зв'язку в Тихому океані. Одного разу в ефір пробився голос, безперестанку повторюючий ці числа. Вони запам'ятали ці числа і вирішили випробувати в лотереях. Але після того, як вони вигравали, їх переслідували нещастя. В результаті Леонард зійшов з розуму, а його друг застрелився.
Прокинувшись вранці 22 2004 року Герлі розуміє, що спізнюється на літак, який летить у Лос-Анджелес. Він швидко збирає речі, але, підійшовши до ліфта, не поміщається туди, так як там вже стоїть Чарлі і ще кілька людей. Машина, на якій він їхав в аеропорт, ламається, ледь проїхавши «42» милі. В аеропорту він намагається встигнути на посадку, не заходить в свій термінал, його змушують придбати ще один квиток, він проштовхується вперед черги, викликаючи невдоволення Арцта. Нарешті він останнім встигає до терміналу «23» і після недовгих умовлянь стюардеса впускає його на борт. Він пройшов по салону, помахав рукою Волту, що грав в портативну приставку і, включивши плеєр, сів на своє місце.

### На острові

#### 1 сезон
Г'юго опинився серед врятованих пасажирів рейсу 815, які летіли в центральній частині літака. Після аварії він став допомагати оточуючим вибиратися з-під завалів разом із Джеком та іншими.
Герлі допомагав Джеку оперувати Едварда Марса, судового пристава, який конвоював Кейт, і разом з ним впізнав особу зловмисниці, але зберіг її в таємниці.
Обшукуючи валізи, уцілілі знайшли ключки для гольфу. Щоб позбавити людей від нудьги, Герлі організував змагання з гольфу, використовуючи в якості поля велику рівнину на острові. Після нічного нападу Ітана на Клер він вирішує провести «перепис» уцілілих, щоб точно встановити, хто уцілів у катастрофі. Після зіставлення отриманих даних зі списком летівших в літаку Герлі встановлює, що Ітан не летів в літаку, а приєднався до уцілілих, коли вони вже зазнали краху.
Розглядаючи карти Руссо, принесені Саїдом, Герлі знаходить записані на них числа, за допомогою яких виграв у лотерею. Він вирішує знайти француженку, сподіваючись дізнатися значення чисел. Разом з Саїдом, Чарлі і Джеком він йде в джунглі по кабелю, витягнутому з піску. У джунглях вони розділяються, тому що підвісний міст, по якому пройшли Герлі і Чарлі обірвався, залишивши Джека і Саїда з іншого боку. Г'юго з Чарлі потрапляють під обстріл з снайперської гвинтівки, Чарлі тікає, а Герлі залишається і говорить з Руссо. Та розповідає йому, що опинилася на острові через ті ж числа, точніше через безупинний сигнал, який і почув колись Леонард. Даніель погодилася з Герлі, що числа приносять нещастя, і стала першою людиною, що повірила йому.
Г'юго зголосився піти разом із Джеком, Кейт, Джоном і Арцтом по динаміт, щоб підірвати кришку люка і проникнути в бункер. Поки інші перебували всередині корабля «Чорна скеля», Герлі знаходився поруч із кораблем і слухав розповіді Арцта про своє життя. Після загибелі Арцта він єдиний відмовився нести динаміт, в той час як інші сперечалися між собою за право зробити це. Коли група дійшла до бункера і динаміт був уже закладений, Герлі помітив на кришці люка цифри «4 8 15 16 23 42» і кинувся гасити гніт, через що мало не загинув від вибуху, але був врятований Джеком.

#### 2 сезон
Після вибуху люка Герлі і Джек повернулися назад у табір, вирішивши, що вночі лізти в бункер не варто. По дорозі Герлі розповів йому про прокляття чисел, але Джек не повірив йому. Пізніше, коли в бункері знайшлися запаси їжі, Герлі був призначений відповідальним за їх розподіл. Він розповідає Роуз про бункер і просить її допомогти йому скласти список продуктів. Підрахувавши, що продуктів надовго не вистачить, він роздає всім потроху, поборов свою пристрасть до їжі і страх того, що його будуть ненавидіти, дізнавшись, що він ховає їжу. Після того, як до уцілілих приєднуються пасажири з хвостовій частині літака, Герлі знайомиться з однією з них — Ліббі, яка представляється психологом. Він показує їй їжу, яку він вкрав з бункера і заховав у лісі. Та радить йому зруйнувати все, що він і робить.
Але Кейт і Джек знаходять в джунглях запаси їжі DHARMA Initiative, яка була, ймовірно, скинута з якогось літака. Герлі дивиться, як всі жадібно розбирають їжу, і випадково помічає серед уцілілих Дейва — свого уявного друга. Герлі вважає, що до нього повернулася хвороба, і просить у Соєра таблетки, що пив у лікарні. Соєр сміється над ним, і між ними зав'язується бійка. На питання Ліббі, чому він побився з Соєром, Г'юго не хоче відповідати. Він знову бачить в джунглях Дейва і женеться за ним. Дейв говорить йому, що насправді острів і все, що сталося з ним після виходу з лікарні — лише плід його фантазії, що Герлі досі лежить у лікарні Санта-Роза в комі, і що йому треба зістрибнути зі скелі, щоб повернутися в реальний світ. На доказ цього Дейв кидається зі скелі в море. Герлі був вже готовий стрибнути за ним, але його зупинила Ліббі,яка стежила за ним, і переконала, що все, що він бачить — реальність.
Після цього випадку відносини Герлі і Ліббі поліпшуються, і Герлі запрошує Ліббі на пікнік-побачення. Але коли вони приходять до місця призначення Ліббі розуміє, що у них немає ковдри і йде за нєю у бункер, де стає випадковим свідком вбивства Ани-Люсії. Майкл, який убив Ану-Люсію, випадково застрелив і її. Так як Майкл сказав усім, що Ану-Люсію і Ліббі вбив втікший Генрі Гейл, Герлі погоджується йти з ним до «Інакших» за Волтом. Коли стає відомо, що Майкл вів його, Соєра, Кейт і Джека у пастку, Г'юго вирішує повертатися в табір, але Джек зупиняє його, переконавши, що так буде краще.
В результаті вони виявляються захопленими «Інакшими» в полон, але Бен відпускає Герлі, щоб він попередив інших, щоб вони не приходили до табору «Інакших».

#### 3 сезон
Повертаючись до табору, Г'юго зустрів у лісі Джона, який виявився викинутий назовні після знищення станції Лебідь, і Дезмонда, який після вибуху отримав здатність бачити майбутнє. Після того, як Дезмонд пророкує Чарлі неминучу смерть, Герлі намагається відвернути його і розвеселити. Вінсент приніс на пляж склеєну людську руку і привів Герлі до покинутого мікроавтобусу, який належав «Дармі». Всередині Г'юго виявив тіло прибиральника Роджера Лайнуса — батька лідера Інакших Бена. Разом з Соєром і Джином він перевертає мікроавтобус і вирішує випробувати його. Г'юго кличе Чарлі здійснити поїздку, щоб розважити його і відвести від сумних думок. Через несправність механізму вони ледь не гинуть, але Герлі вдається впоратися з керуванням і завести автомобіль.
У відсутність Джека і Джона Герлі з Соєром деякий час виконували функції лідерів. Коли стався інцидент з Ніккі і Пауло, вони вдвох намагалися з'ясувати обставини, при яких ті, як їм здавалося, були вбиті. Зрештою, Г'юго вирішив поховати їх, що й було зроблено, незважаючи на те, що під час поховання Ніккі почала відкривати очі, позбувшись від дії паралізуючої отрути.
Після чергового бачення Дезмонд просить Герлі привести його до кабелю, заритому в піску. Вони вчотирьох, разом з Чарлі і Джином, йдуть в джунглі, де, слідуючи баченню Дезмонда, повинен впасти хтось, зстрибнувший з вертольота. Вони знаходять в джунглях Наомі, яка говорить, що всі, хто летів рейсом 815 загинули, а літак був знайдений на дні океану. Пізніше, коли Інакші напали на табір уцілілих з метою захопити вагітних жінок, Герлі, захопивши мікроавтобус, допомагає відбити напад, задавивши одного з них.

#### 4 сезон
На берег вибирається Дезмонд і розповідає, про те, що сталося на станції Дзеркало. Дезмонд, Саїд, Бернард, Джин і Герлі вирішують повідомити іншим, що люди на кораблі послані не Пенні. Повертаючись до радіовежи, Г'юго губиться в лісі і випадково потрапляє на хатину Джейкоба. Там він бачить Крістіана, але, злякавшись, тікає від хатини і стикається з Джоном. Разом з ним вони йдуть до інших груп, що уціліли. Всі зустрічаються біля розбитої носовій частини літака. Герлі переконує багатьох піти з Локком у село Інакших, яке вони покинули, мотивуючи людей загибеллю Чарлі в ім'я їх спасіння. Група Локка відправляється в село. За ними йдуть Саїд, Майлз і Кейт. Вони не знаходять в селі нікого, крім пов'язаного Г'юго, який був залишений як пастка для тих, хто прийшов за Шарлоттою.
Після цього Герлі опиняється серед нечисленної групи уцілілих після нападу загону Кімі на село. Бен і Джон вирішують йти до хатини Джейкоба, щоб отримати консультації з приводу подальших дій. Після того, як Локк отримує вказівку перемістити острів, вони втрьох відправляються до станції «Орхідея».
Лайнус вирішує, що Герлі не слід іти на саму станцію і відпускає його. Г'юго приєднується до групи Джека. Г'юго, Джек, Сун, Соєр і Кейт з Аароном сідають у вертоліт, щоб летіти на корабель Kahana. Але в польоті пілот вертольота зауважує, що бак пробитий під час перестрілки, і паливо дуже швидко витікає з нього, і повідомляє, що для того, щоб вертоліт не впав в океан, треба скидати вантаж. Герлі розуміє, що, якщо він зістрибне, то всі точно спасуться, але не вирішується вистрибнути у воду. Замість нього з вертольота викидаються спочатку всі речі, а потім стрибає Соєр. Вертоліт підлітає до корабля, сідає на нього, бере на борт Саїда і Дезмонда, але не встигає забрати Джина, і злітає перш, ніж бомба, закладена Кімі, детонує і руйнує корабель. Вертоліт падає у воду, але всі виживають. Через кілька годин люди виявляються врятовані кораблем, який спорядила наречена Дезмонда Пенні для його пошуків.

### Після острова
Опинившись у складі «Шістки Oceanic», Герлі вибирається з Острова і відлітає з Індонезії на Гаваї, де всіх зустрічають родичі. Його зустрічають батько та мати. На прес-конференції він заявляє, що має намір відмовитися від раніше виграних грошей.
Через деякий час він, повертаючись у свій будинок, зауважує, що в будинку щось сталося. Він готується відбити напад злодіїв, але, відкривши двері, бачить, що насправді в домі зібралося більше людей, які прийшли привітати його з днем народження. Серед присутніх були всі з так званої «Шістки Oceanic». Батько відводить Г'юго в гараж, щоб показати йому автомобіль, який вони колись давно лагодили удвох. Він полагодив машину в пам'ять про загибель Г'юго, так як думав, що він загинув в авіакатастрофі. Герлі сідає за кермо і бачить на одометрі числа «4 8 15 16 23 42». У нього починається нервовий зрив, і він тікає від гостей.
Сун запрошує Г'юго на народження своєї дочки. Він здивований, що виявився єдиним запрошеним. Вони разом відвідують могилу Джина, на якій написано, що він загинув в день катастрофи —22 2004.
Психіка Герлі все більше розхитується. Під час одного з походів в магазин він бачить біля себе привид Чарлі і починає відчувати панічний страх. Г'юго викрадає автомобіль і намагається сховатися від поліції. Його затримують. В ділянці його допитує колишній напарник Ани-Люсії, який цікавиться, чи був Герлі з нею знайомий. Той відповідає негативно. Як тільки детектив виходить з кімнати, Г'юго бачить останні миті життя Чарлі — вибух гранати Михайлом і затоплення станції «Дзеркало». Герлі просить, щоб його посадили в психіатричну лікарню «Санта-Роза», де він вже лікувався.
У лікарні його часто відвідує Джек. Г'юго вибачається перед ним, що переконав людей йти з групою Локка. Він розповідає Джеку, що до нього постійно приходить дух Чарлі і просить повернутися на острів, щоб врятувати уцілілих, але Джек йому не вірить. До Герлі приходить Волт з бабусею — матір'ю Майкла. Він цікавиться, чому всі з «Шістки Oceanic» брешуть про події на острові. Але Г'юго говорить йому, що це — брехня на спасіння.
Після майже 3 років перебування у лікарні, до нього приходить Саїд з новиною про те, що Джон помер, а за лікарнею ведеться цілодобове спостереження і їм потрібно бігти. Таким чином Г'юго збігає з лікарні.

## Повернення на острів
Вибравшись з острова, життя Г'юго складається досить погано. Але він не хотів повертатися і докладав всіх зусиль щоб не повернутися. Його ловлять поліцейські і він зізнається, що вбив чотирьох людей (яких убив Саїд) і його садять у в'язницю, але Бен Лайнус, завдяки зв'язкам, звільняє його. Після звільнення Г'юго сідає в таксі, де сидить Джейкоб (захисник острова), який говорить йому, що той повинен сісти в літак. Г'юго скуповує всі квитки на цей рейс, але увійшовши в літак, бачить Джека, Кейт і інших старих знайомих. Після чого літак злітає і, завдяки переміщенню в часі, вони всі опиняються на острові.

## Створення персонажа
Хорхе Гарсія був першим актором, якого продюсери відібрали для участі в серіалі. На кастингу, де він читав роль Соєра, йому було сказано, що він підходить, але для нього напишуть нову роль. Режисер серіалу Дж. Дж. Абрамс помітив його в сіткомі «Угамуй свій запал» і запросив на цю роль.
За роль в серіалі Гарсія був номінований на отримання кількох премій і отримав три нагороди. Він чотири рази був номінований на Teen Choice Awards: 2005 за кращу чоловічу роль в телесеріалі (англ. Choice TV Breakout Performance - Male)  — на премію «Choice TV Sidekick», але жодної не виграв. Тричі він був номінований на премію ALMA Awards у номінації «видатний актор другого плану в телесеріалі» (англ. Outstanding supporting actor in a TV series) — у 2006 році, причому в 2006 отримав нагороду. У 2007 він був також номінований на премію Imagen Foundation у номінації «кращий актор другого плану — телебачення».

## Цікаві факти
- Після виходу серіалу числа 4 8 15 16 23 42, які Герлі використовував для виграшу лотереї, стали дуже популярним вибором для гравців лотереї[9] [10] [11]. зокрема, коли перші чотири числа розіграшу джекпота Mega Millions збіглися з числами з серіалу, кілька тисяч людей розділили виграш лотереї.
- Справжнє ім'я Герлі навіть не Г'юго, а Удо (ісп. Hugo), оскільки до нього звертається мати
- Герлі програв Волту у нарди 83,000 доларів.
- Прізвище Г'юго — Реєс, що в перекладі з іспанської «королі».
- Перший флешбек, в якому з'явився Герлі, — не його власний, а флешбек Джина — він з'являється на екрані телевізора, який дивиться дочка працівника Пайка, до якого приїхав Джин.
- Г'юго, як справжній фанат Зоряних Війн, вимовляє фразу, яка звучить у кожному з епізодів саги — це відома фраза «У мене погане передчуття щодо цього…» (англ. I've got a bad feeling about this).
- В серіалі «Як я зустрів вашу маму» персонаж Хорхе каже: «Я ніби все життя провів на острові». Також коли просять назвати випадкові числа він називає комбінацію 4 8 15 16 23 42